# Sun-stil
Sun-stilen är en skola inom kampsporten av taijiquan som skapades av Sun Lu Tang i början av 1900-talet. 
Sun Lu Tang tränade Wu-stilen för Hao Wei Zhen. Han använde själv inte namnet Sun-stil i sin bok En studie av Taijiquan utan kallade det Kai He Huobu Taijiquan (Öppna, stäng, livliga stegs Taijiquan) - ett namn som också används inom Wu-stilen för att beskriva stilen. Tekniskt sett är Sun-stilen oerhört lik Wu-stilen, men Sun var även god vän med flera elever till Yang Ban Hou (son till grundaren av Yang-stilen, Yang Lu Chan, och även elev till Wu Yu Xiang) och det finns flera element i Sun-stilen som inte återfinns i Wu-stilen, men som däremot återfinns i Yang Ban Hou-varianter av Yang-stilen. Exempel är stryka (lü), pressa (ji) i "strunta i att stoppa in särken" (Lan Zha Yi) samt sättet man gör "lyfta upp handen" (Ti Shou Shang Shi). Även vissa varianter av tvåmansövningar såsom "stor press, stor strykning" (Da Peng Da Lü) visar tydligt släktskap med Yang Ban Hou's Taijiquan. Svärdsformen, som även tränas som tvåmansövning, är skapad av Sun Lu Tang.